# Rhaphidophora kokodensis
Rhaphidophora kokodensis — вид квіткових рослин із родини Araceae, роду Rhaphidophora. Ця ліана росте на о. Нова Гвінея.